# باسدورف
باسدورف (به آلمانی: Basdorf) یک منطقهٔ مسکونی در آلمان است که در Wandlitz واقع شده‌است. باسدورف ۵٬۲۷۴ نفر جمعیت دارد.